# Nachi Nozawa
Nachi Nozawa (野沢 那智, Nozawa Nachi), né le 13 janvier 1938 à Tōkyō, Japon, mort le 30 octobre 2010 à Tōkyō, Japon, est un seiyū. Il travaillait pour Office PAC (ja). Nozawa était surtout connue comme la voix de doublage japonaise d'Alain Delon et d'Al Pacino.

## Rôles

### Film d'animation
- Dragon Ball : Le Château du démon : Lucifer

### Doublages
- Alain Delon
- Al Pacino
- Giuliano Gemma
- David McCallum
- Dustin Hoffman
- Robert Redford
- Christopher Walken
- Bruce Willis
- James Woods
- C-3PO (Star Wars Trilogy)
- Nash Bridges (Nash Bridges)